# プリンセサ・ブランカ
プリンセサ・ブランカ（Princesa Blanca）のリングネームで知られるブランカ・ロドリゲス（スペイン語: Blanca Rodríguez、女性、1974年8月26日 - ）は、メキシコ・ヌエボ・レオン州サン・ルイス・ポトシ出身のプロレスラー。CMLLで活動するルーダ。夫はフェリーノ。

## 来歴
1993年、テクニカとしてデビュー。LLIにて憧れていたローラ・ゴンザレスと幾度も対戦した。LLIには1995年に解散するまで所属した。その後数年はメキシコ国内の団体を転戦するが、11月にCMLLと吉本女子プロレスJd'が合同で行った初代TWF世界女子シングル王座決定トーナメントにエントリーするが、1回戦で白鳥智香子に敗れる。1996年、Jd'へ来日。全日本女子プロレス日本武道館大会にも参戦した。帰国後はCMLLで当時女子部が置かれていなかったにもかかわらず活動していた。
1999年、CMLLのライバル団体であるAAAへ移籍。2005年にはAAA女王決定トーナメント「レイナ・デ・レイナス」にエントリーも敗退。
2006年、女子部が復活したCMLLに復帰。
2009年1月30日、マルセラを降し、メキシコナショナル女子王座を奪取。
2012年5月13日、REINAに来日。レディ・アパッチェ相手にナショナル王座防衛戦を行い勝利。メキシコ国外でのナショナル王座戦は異例。
6月9日、プリンセサ・スヘイと組んでREINA世界タッグ王座決定トーナメントに出場するが、1回戦でマッスルビーナス（藤本つかさ＆志田光組）に敗退。

## 得意技
- La Casita

## 獲得タイトル
- メキシコナショナル女子王座